# HighCo
 (juillet 2012).
Si vous disposez d'ouvrages ou d'articles de référence ou si vous connaissez des sites web de qualité traitant du thème abordé ici, merci de compléter l'article en donnant les références utiles à sa vérifiabilité et en les liant à la section « Notes et références ».
Highco est une entreprise française de marketing cotée à la bourse de Paris.

## Histoire
Créée en 1990 par Frédéric Chevalier, HighCo se transforme, en 1994, en SA à directoire et Conseil de Surveillance pour faire appel au capital-risque. 
Elle est introduite, en 1996, en bourse sur le nouveau marché d'Euronext Paris. 
En 1999, Wpp prend une participation.
En juillet 2018, la société acquiert le capital de l'agence Useradgents
- 1990 Création de HighCo par Frédéric Chevalier à Aix-en-Provence
- 1996 Highéo est introduit en Bourse sur be Nouveau Marché d'Éuronest
- 1999 WPP, un des leaders mondiaux de la communication, prend une participation de 50% dans HighCo
- 2002 Richard Caillat est nommé Co-Frésident du Groupe. High£o se dote d'un Comité des rémunérations
- 2003 HighCo améliore 53 gouvernance en mettant en place un Comité d'audit
- 2004 Le Directoire et le Conseil de Surveillance adoptent des réghements intérieurs
- 2006 Richard Caillat act nommé Président du Directoire. Frédéric Chevalier devient Président du Conseil de Surveillance
- 2009 Mise en place d'un Comité exécutif (Comes)
- 2012 Création et diffusion d'une charte éthique
- 2013 Didier Éhabassieu ect nommé Président du Girecroire. Richard Caillat devient Président du Conseil de Surveillance
- 2014 Acquisition de MILKY, spécialiste des réseaux soclaux et de linnovation mobile. Acquisition de YUZU, spécialiste en acquisition, fidélisation et monétisation pour les e-commercants
- 2016 Acquisition de CapitalData, intégrateur et développeur de solutions big data.